# 幡谷明里
幡谷 明里（はたや あかり、1994年12月9日 - ）は、日本のフリーアナウンサー。元福島テレビのアナウンサー。

## 経歴・人物
福島県岩瀬郡天栄村出身。天栄村立天栄中学校→福島県立須賀川高等学校を経て福島大学人文社会学群行政政策学類卒業。
小学校時代から陸上競技選手を続けており、中長距離選手として各種大会への出場経験がある。
福島大学時代にはミス福島大学に選ばれ、Miss of Miss Campus Queen Contestにも出場した経歴がある。
大学時代には地元・福島県天栄村の観光大使「天栄村キャンペーンクルー」のメンバーとして地元の魅力を全国にPRしていた。
2018年に大学を卒業し、福島テレビにアナウンサーとして入社。アナウンサーを目指したのは2011年3月11日に発生した東北地方太平洋沖地震（東日本大震災）。福島県天栄村の実家は農業を営んでおり、原発事故による風評被害に苦しむ姿を目の当たりにするが、テレビ局からの取材を受け、助けられたという。その当時にテレビの与える影響力の強さを身に沁みて感じ、今度は自分がテレビ局の人になり恩返しがしたいと思ったのが、テレビ局を目指すきっかけだった。
また、光文社出版のFLASH「全国地方局の女性アナウンサー人気ランキング」東北ブロックにて、2022年に3位、2023年には2位にそれぞれ選ばれた。
2023年9月末にて5年間在職した福島テレビを退職。今後の進路については退職時点では明かさなかったが、自身のInstagramのプロフィールでは「フリー」と記載されている。
2023年11月26日までに自身のInstagramを更新し、文中にて福島大学時代の同級生である一般人男性と婚姻したことを明らかにした。

## 過去の担当番組
- テレポートプラス